# ماريا نواك
ماريا نواك (بالفرنسية: Maria Nowak)‏ هي اقتصادية بولندية، ولدت في 27 مارس 1935 في بولندا.

## السيرة الشخصية
بعد حصولها على دبلوم مدرسة لندن للاقتصاد عملت نواك في الوكالة الفرنسية للتنمية والبنك الدولي. عملت منذ الثمانينيات في مجال القروض الصغيرة على أساس نموذج بنك جرامين في بنغلاديش. أسست نواك جمعية الحقوق في المشاريع الاقتصادية.
شغلت نواك منصب رئيس جمعية الحقوق في المشاريع الاقتصادية وشبكة التمويل الأصغر الأوروبية.
توفيت نواك في 22 ديسمبر 2022 عن عمر يناهز 87 عامًا.